# Fyra fruar och en man
Fyra fruar och en man är en svensk-amerikansk-dansk-norsk-australisk-nederländsk-finländsk-belgisk-irländsk-isländsk-estnisk dokumentärfilm från 2007 i regi av Nahid Persson. Filmen skildrar familjen Mohammadi som består av Heda, hans fyra fruar och 20 barn. De lever ett komplicerat liv där kvinnorna tävlar om mannens gunst samtidigt som de är besvikna på honom.